# Õru
Õru är en ort i Estland. Den ligger i Õru kommun och landskapet Valgamaa, i den södra delen av landet, 190 km söder om huvudstaden Tallinn. Õru ligger 68 meter över havet och antalet invånare är 201.
Terrängen runt Õru är platt, och sluttar söderut. Runt Õru är det glesbefolkat, med 9 invånare per kvadratkilometer. Närmaste större samhälle är Valka, 18,2 km söder om Õru. Omgivningarna runt Õru är en mosaik av jordbruksmark och naturlig växtlighet.